# Traffic Girl
 (mai 2014).
Si vous disposez d'ouvrages ou d'articles de référence ou si vous connaissez des sites web de qualité traitant du thème abordé ici, merci de compléter l'article en donnant les références utiles à sa vérifiabilité et en les liant à la section « Notes et références ».
Singles de Indochine
Belfast
(3 mai 2014) Le fond de l'air est rouge
(14 novembre 2014)
Pistes de Black City Parade
Belfast Théa Sonata
Traffic Girl est une chanson du groupe de musique français Indochine. Il s'agit du cinquième single de l'album Black City Parade. La chanson a été écrite par Lescop et Nicola Sirkis et composée par Olivier Gérard et Nicola Sirkis. Traffic Girl évoque une policière nord-coréenne qui doit gérer un trafic routier urbain fantôme dans son pays. À noter que la version single (radio edit) est une version "The Pop Mix" réalisé par Nicola Sirkis (et relativement différente de la version présente sur l'album).

## Concert
Traffic Girl est l'une des sept chansons de Black City Parade à être systématiquement jouée en concert lors du Black City Tour (en deuxième morceau). Des confettis sont envoyés de la scène vers le public dès les premières notes. À Cannes, pour le Grand Journal, une actrice jouant la policière nord-coréenne est venue spécialement pour présenter le single. Au Stade de France, six poupées géantes, représentant des policières nord-coréennes, s'ouvrent sur la scène deux par deux pendant l'introduction, avant de disparaître pendant la chanson lorsque les confettis sont lancés dans la fosse. 

## Clip
Le clip a été mis en ligne début juillet 2014, presque deux mois après les premières diffusions en radio du single. Celui-ci montre quatre « Traffic Girls » commençant par effectuer des mouvements de régulation de la circulation, puis une danse lascive au fur et à mesure du clip, devant des images de synthèse. Le clip est réalisé par le photographe Yves Bottalico. La pauvreté des décors et l'absence de réelle histoire dans la vidéo découlent sur un accueil très mitigé par les fans sur les réseaux sociaux, à l'instar des clips de Memoria et Black City Parade. Chorégraphies du clip réalisées par Choukri Labidi.